# Ruido de multitud artificial
Ruido de multitud artificial es audio pregrabado que simula los sonidos vivos de espectadores, particularmente durante acontecimientos deportivos. 
Los equipos deportivos han usado el ruido artificial de la multitud para simular los sonidos del estadio durante las prácticas para aclimatarse a las condiciones que enfrentarían en los juegos reales, y algunos han acusado a los equipos de usar el ruido artificial de la multitud sobre las multitudes en persona para distraer a los equipos contrarios.
El uso regular de dicho audio creció durante la pandemia de COVID-19, que ha requerido que muchos eventos deportivos se jueguen sin espectadores debido a las restricciones en las reuniones o el uso de las instalaciones. Este audio generalmente se mezcla para corresponder con los eventos del juego.  

## Usos
Algunos equipos de fútbol americano, particularmente dentro del NFL, ha utilizado ruido blanco o ruido de multitud artificial durante prácticas para aclimatar jugadores a condiciones de estadio de juegos reales. También pueda ser mezclado con la música jugada en un volumen similar para hacerlo más duro de poner a punto fuera del sonido aumentado.
Ha habido acusaciones en varias ocasiones, incluidos los Indianapolis Colts en 2007 y los Minnesota Twins durante la Serie Mundial de 1987 (como especuló el comentarista deportivo Al Michaels en una entrevista de 2015) de que los equipos han endulzado intencionalmente su asistencia en persona con ruido artificial de la multitud. en un esfuerzo por distraer al equipo visitante (con los Colts, en particular, acusados de hacerlo para dificultar que los New England Patriots llamen sus jugadas). In the case of the former, the NFL exonerated the Colts and ruled that this had not actually occurred.
En mayo de 2013, durante un partido de fútbol del Derby de Zürich, los aficionados de ambos clubes protestaron contra las medidas de seguridad reforzadas y no entraron al estadio hasta 10 minutos después del inicio del partido. La emisora suiza SRF agregó ruido artificial de la multitud a sus mejores momentos del partido y luego se disculpó por haber manipulado las imágenes.

### Eventos que se jugaron a puerta cerrada
La pandemia de COVID-19 ha llevado a los equipos a jugar muchos eventos deportivos a puerta cerrada sin espectadores para mantener la seguridad de los jugadores y reducir las grandes reuniones que pueden propagar la enfermedad por coronavirus 2019 (COVID-19).
El ruido de la multitud artificial a menudo se ha utilizado para preservar un grado de normalidad (a través de una suspensión de la incredulidad), especialmente durante eventos en los que la falta de público puede considerarse inusual para los espectadores y/o jugadores. El audio que se usa para este propósito a menudo se compila a partir del stock de juegos anteriores (en algunos casos, compilado originalmente para su uso en un videojuego de deportes). El ruido de la multitud también puede incluir audio asociado con el deporte o el equipo local, como cánticos específicos y, en el caso del fútbol en Sudáfrica, los sonidos de las vuvuzelas.
Ha habido diversos enfoques para la práctica, incluido si los sonidos se reproducen en los sistemas de audio de un lugar o solo para los televidentes, y si el audio se sincroniza en tiempo real para corresponder con los eventos del juego. Por lo general, lo mezcla un ingeniero de audio en el lugar, pero algunos eventos también han empleado aplicaciones móviles que permiten a los espectadores influir en los sonidos votando las reacciones. El Philadelphia Union empleó a un miembro de su grupo de seguidores para brindar información a los ingenieros de sonido. Para el US Open 2020, IBM entrenó su sistema de inteligencia artificial Watson para detectar el ruido de la multitud automáticamente, utilizando imágenes de ediciones anteriores del torneo para determinar las reacciones apropiadas a los eventos del juego. En algunos casos, el ruido artificial de la multitud se combinó con el uso de la realidad aumentada para llenar las gradas vacías con "espectadores" CGI (como se usó durante La Liga y lo probó la emisora estadounidense Fox Sports). o el uso de audiencias virtuales que está mostrado encima tableros de vídeo dentro del local.
La práctica ha tenido una recepción mixta por parte de los espectadores y los periodistas deportivos, generalmente dependiendo de la calidad de la ejecución. Un escritor de fútbol argumentó que las multitudes artificiales eran "poco sinceras" y crearon una desconexión con los relatos de juegos que notaban la falta de espectadores, y sintió que los espectadores se estaban perdiendo la capacidad de escuchar las comunicaciones en el campo entre los jugadores, argumentando que "si un juego que generalmente produce una de las atmósferas más feroces del mundo se reproduce frente a un fondo silencioso, eso es tan parte de la historia como el resultado".